# فورگیو-می-نات
فورگیو-می-نات (به انگلیسی: Forgive-Me-Not) یک گروه موسیقی سبک گوتیک/دوم متال روسی است. فعالیت این گروه تا ۲۶ سپتامبر ۲۰۰۷ ادامه داشت.

## اعضا
- ویکتور کوکوورف - باس، وکال (۱۹۹۶ - )
- آندری سوخانوف - درام (۱۹۹۶ - )
- میخاییل گوز - گیتار (۱۹۹۷ - )
- النا گوربونوا - کیبورد (۱۹۹۷ - )

## سابق
- میخاییل کاراسیوف - گیتار (۱۹۹۶ - ۲۰۰۴)
- هلنا گیندینا - گیتار (۲۰۰۴ - ۲۰۰۶)

## آلبوم‌ها
- 1998 Tearfall
- 1999/2001 Spaceapple
- 2002 Perfect Innocence
- 2002 Swallow Songs (EP)
- 2003 Behind (EP)
- 2004 Heavenside
- 2005 Tearfall (re-mastering)
- 2005 Spaceapple (re-mastering)
- 2006 Suicide Сервис
- 2007 Suicide Service